# Опара, Владимир Алексеевич
Владимир Алексеевич Опара (30 мая 1952, Барнаул) — советский и российский художник.

## Биография
В 1974 окончил физико-математический факультет БГПИ. После окончания института занимался в студии Г. К. Тарского (рисунок) и в народной студии А. И. Иевлева (живопись). С 1976 по 1978 год учился в университете марксизма-ленинизма, изучает историю эстетических учений, эстетику, историю искусства. Одновременно работал в студии Василия Рублёва по направлению «обнаженная модель». В 1978 году поступил на Художественно-графический факультет (ныне Омский государственный педагогический университет) с зачислением на 2-й курс, где и проходил обучение до 1980 года.
С 1984 по 1990 жил в Новокузнецке. С 1990 года жил в Москве. С 2012 года живёт в Москве и Нидерландах.

## Творческая деятельность
С 1974 года участвует на выставках в России, с 1987 года принимает участие в зарубежных выставках.
С 1978 года член объединения молодых художников.
В 1987 году принят в Союз Художников СССР.
С 1990 года живет и работает в Москве. Член Московского Союза Художников.
В 1991 году организована серия выставок и лекций Владимира Опара в США.
В 1993—1994 руководит (совместно с философом Леонтием Зыбайловым) творческой мастерской интердисциплинарных форм художественной активности в Школе современного искусства «Свободные мастерские». Создаёт несколько проектов с видеосъёмкой, фотосъёмкой, перформансами на улицах Москвы.
В 1995—1996 — координатор художественных проектов Товарищества художников-живописцев Москвы. Осуществляет ряд выставочных проектов.
В 1999 создает международный сетевой проект Artfor-Focom (совместно с Майей Опара). В 2000 году создает программу для молодых художников «ARTFOR» и художественно-образовательный портал www.artfor.ru. Создает творческую студию и дом творчества для молодых художников. Участвует в международных биеннале, награждён дипломами.
В 2001 участвует в выставке «Абстракция в России. XX век», а затем в выставке «Коллаж в России. XX век» в Государственном Русском Музее.
С 1984 по 2018 год проведено 33 персональные выставки в России и за рубежом.

## Произведения находятся в коллекциях и музеях
- Государственный Музей Изобразительного Искусства имени А. С. Пушкина (ГМИИ Пушкина)
- Государственная Третьяковская Галерея, Москва;
- Государственный Русский Музей, Санкт-Петербург;
- Государственный центр современного искусства, Москва;
- Латвийский Национальный художественный музей, Рига;
- Московский Музей Современного Искусства;
- Государственный Новосибирский художественный музей;
- Музей Изобразительного Искусства, Новокузнецк;
- Государственный Музей Изобразительного Искусства, Кемерово;
- Государственный Музей Изобразительного Искусства Алтайского края, Барнаул;
- Государственный Историко-краеведческий музей, коллекция художественных произведений, Омск;
- Государственный художественный музей им. М. Врубеля, Омск
- Музейно-выставочный комплекс «Новый Иерусалим», Московская область, город Истра
- Государственный музей искусств Каракалпакии, г. Нукус, Узбекистан;
- Музей Кино, Москва;
- Политехнический музей, Москва;
- Красноярский Музейный Центр;
- Государственная коллекция современного искусства Московского Выставочного Зала «Галерея А3».

## Звания
- действительный член Объединения молодых художников (принят в 1978 году).
- действительный член Союза Художников СССР (принят в 1987 году).
- действительный член Московского Союза Художников (принят в 1990 году).
- действительный член ассоциации Голландских художников Pulchri Studio (принят в 2015 году)